# Xenochlaena
Xenochlaena là một chi bướm đêm thuộc họ Geometridae.